# The Turn of the Screw (film 1974)
The Turn of the Screw è un film televisivo del 1974, diretto da Dan Curtis e tratto dal racconto Il giro di vite di Henry James.

## Trama
Miss Jane Cubberly viene assunta per fare da governante ai piccoli Flora e Miles. Ben presto la donna inizia a sospettare che i due piccoli siano tormentati dai fantasmi di Peter Quint e della precedente governante Miss Jessel.

## Produzione
Il film è stato girato a Londra.
Megs Jenkins torna ad interpretare il ruolo di Mrs. Grose, che già aveva interpretato nel 1961 nel film Suspense. 
Gran parte della colonna sonora del film venne inizialmente composta per un'altra produzione televisiva di Dan Curtis, la serie gotica Dark Shadows. 